# Scolopembolus littoralis
Scolopembolus littoralis là một loài nhện trong họ Linyphiidae.
Loài này thuộc chi Scolopembolus. Scolopembolus littoralis được James Henry Emerton miêu tả năm 1913.